# Шаллемих (Оденталь)
Шаллемих (нем. Schallemich) — небольшой сельский населённый пункт хуторского типа в коммуне Оденталь (Северный Рейн-Вестфалия, Германия).

## Географическое положение
Шаллемих расположен в низкогорном районе крупного историко- и природно-географического региона Обербергишес-Ланд. Связан автомобильной дорогой районного значения К-35 (здесь она называется Шаллемихер Штрассе) с центром общины Оденталь и крупным посёлком Айкамр (Eikamp) на автодороге государственного значения B 506.
Со всех сторон Шаллемих окружён глубокими долинами небольших ручьёв, заросших лесами. Участков земли, пригодных для обработки, немного.

## История
Археологические раскопки в 450 метрах от современного поселения были обнаружены треугольный наконечник стрелы и фрагмент острия из доисторических времён.
В раннее Средневековье здесь жила прислуга соседней рыцарской мызы на ручье Шерфбах (Scherfbach). Этим также объясняется собственное имя Шаллемих от слова «skalk» со значением "слуга". В списке сдаваемых десятин от 1602 года поселение Ундершалленберг указано как часть административной территории Шерф (Honschaft Scherf)..
"Топография Дукатус Монтани" (Topographia Ducatus Montani) картографа Эриха Филиппа Плэнниса (лист Amt Miselohe), доказывает, что жилой район был отнесен к категории "скотоводческое хозяйство" в 1715 году и назван Шалленберг (Schallenberg). Карл Фридрих фон Вибекинг (Carl Friedrich von Wiebeking) в своей хартии герцогства Берг от 1789 году называет двор Шалленбергом. Это показывает, что в то время Шаллемих был частью Обероденталя во время дворянского правления Оденталь (Herrschaft Odenthal).
Дворянское правление было распущено при французской администрации в 1806-1813 годах. Шаллемих был отнесён к мэрии Оденталя в кантоне Бенсберг (Kanton Bensberg). В 1816 году прусская администрация отнесла мэрию Оденталя к району Мюльхайм-на-Рейне (Kreis Mülheim am Rhein).
Это поселение записано на топографической карте Рейнской области (Topographische Aufnahme der Rheinlande) с 1824 года как "Нижний Шалльмих" (Unter Schallmich) и на первой прусской карте (Preußische Uraufnahme) в 1840 года как Шаллемих. На новой прусской карте (Preußische Neuaufnahme) с 1892 года Шаллемих регулярно значится как Нижний Шаллемих, Шаллемих или вообще не называется.
На основании закона 1811 года "О департаменте Рейн" (Département Rhein) в Шаллемихе была создана начальная школа.
С 1910 года католики Шаллемиха принадлежали ректорату Херренштрундена (ныне часть Бергиш-Гладбаха), который в 1918 году стал независимым приходом.

## Население
В XIX-начале XX века количество жителей посёлка развивалось следующим образом:
| Год  | Жители | Дома | Категория | Комментарий                  |
| ---- | ------ | ---- | --------- | ---------------------------- |
| 1830 | 49     |      | Аллод     | Вероятно с Обершаллемих      |
| 1845 | 59     | 11   | Аллоды    | Вероятно с Обершаллемих      |
| 1871 | 45     | 13   | Дворы     |                              |
| 1885 | 57     | 12   | Поселение | Называется "Нижний Шаллемих" |
| 1895 | 52     | 12   | Поселение | Называется "Нижний Шаллемих" |
| 1905 | 59     | 11   | Поселение | Вероятно с Обершаллемих      |

В настоящее время поселение состоит из 18 жилых зданий с подсобными хозяйствами. Открытых данных о количество жителей нет.

## Экономика
В основном население занято сельским хозяйством. с 1999 года в Шаллемихе размещается мастерская по изготовлению керамических изделий.

## Достопримечательность
Рядом с жилым домом 109 растёт старый клён, занесённый в список памятников природы (Naturdenkmal).

## Галерея

Виды Шаллемиха
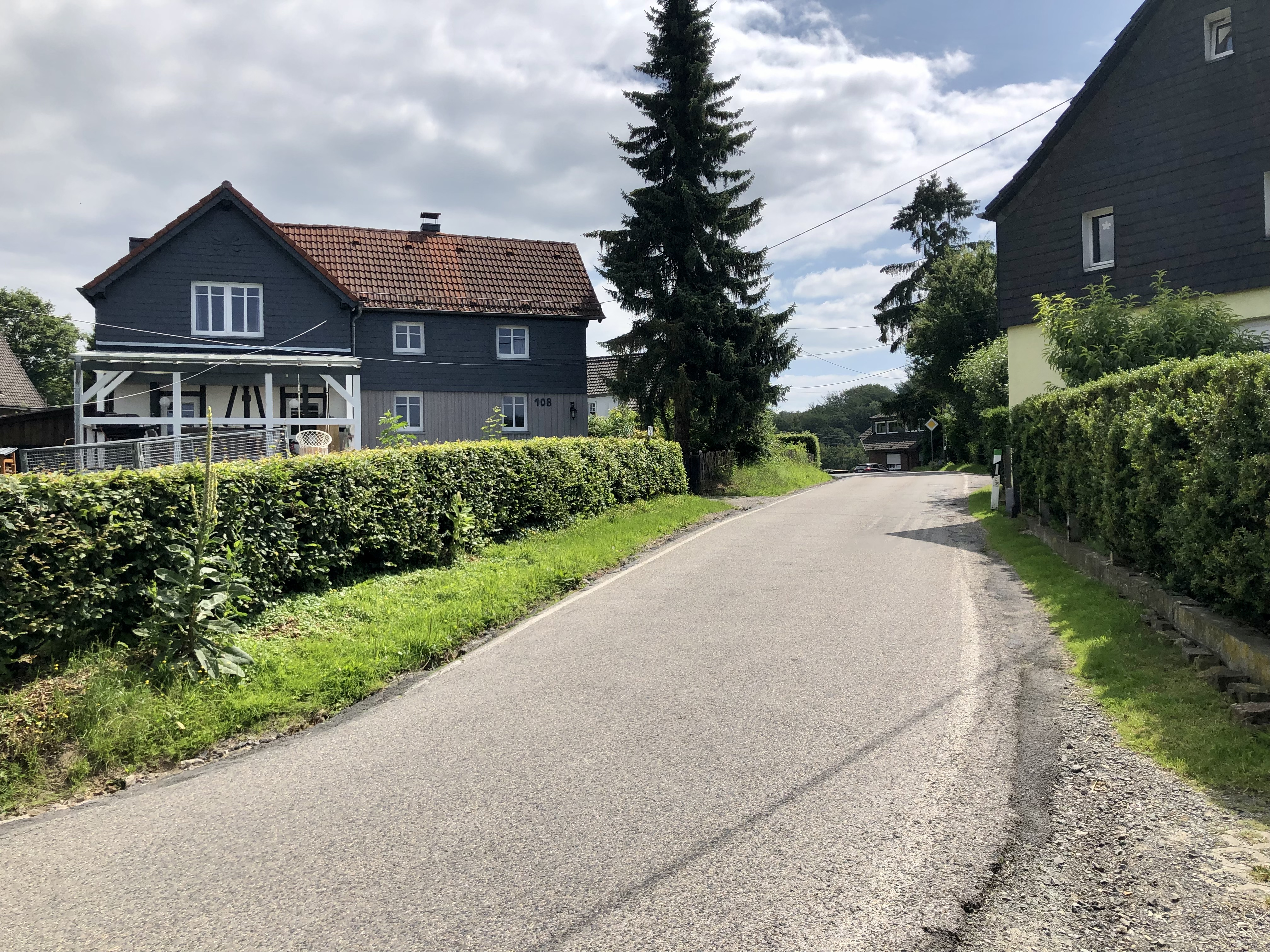
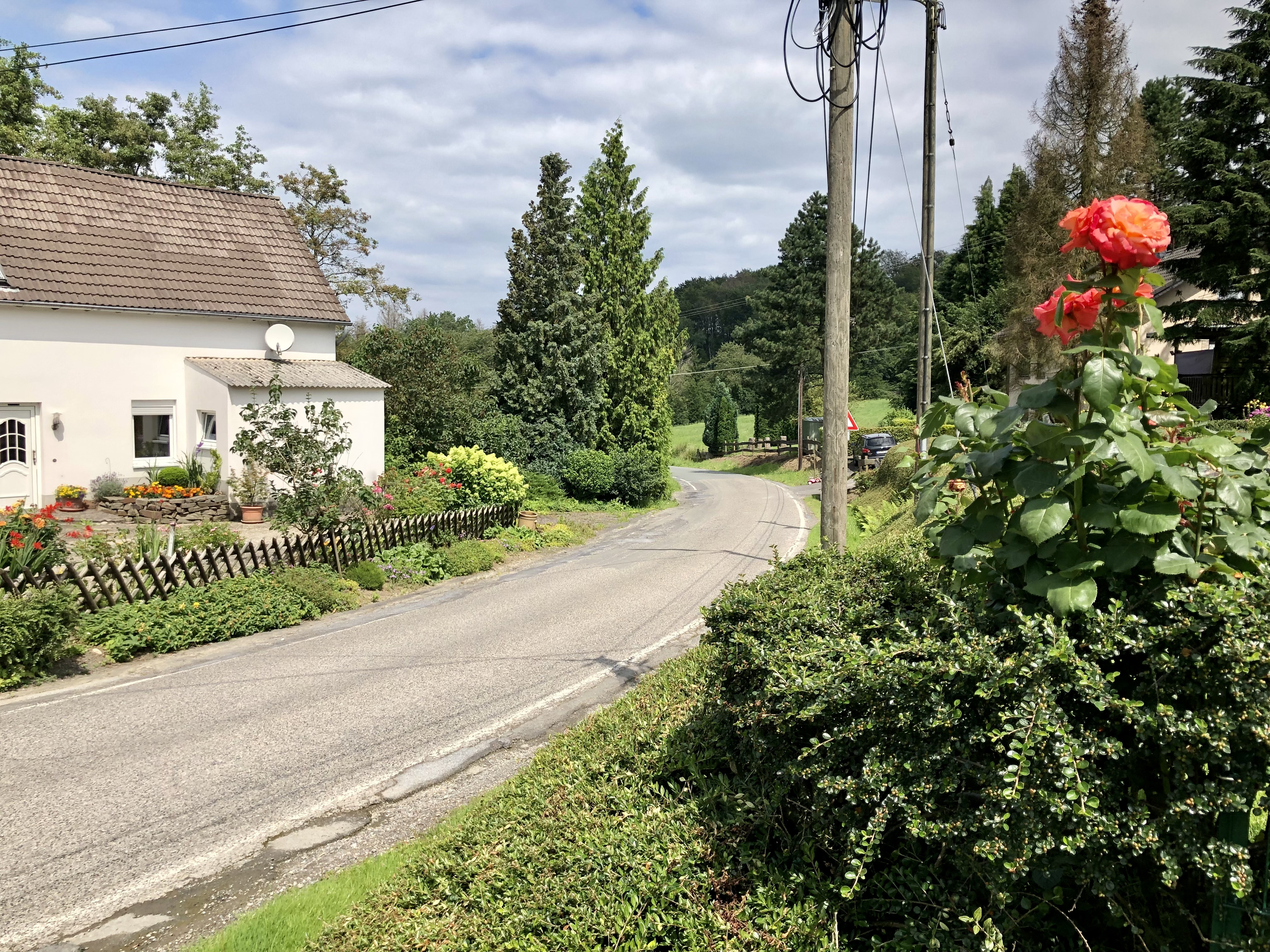
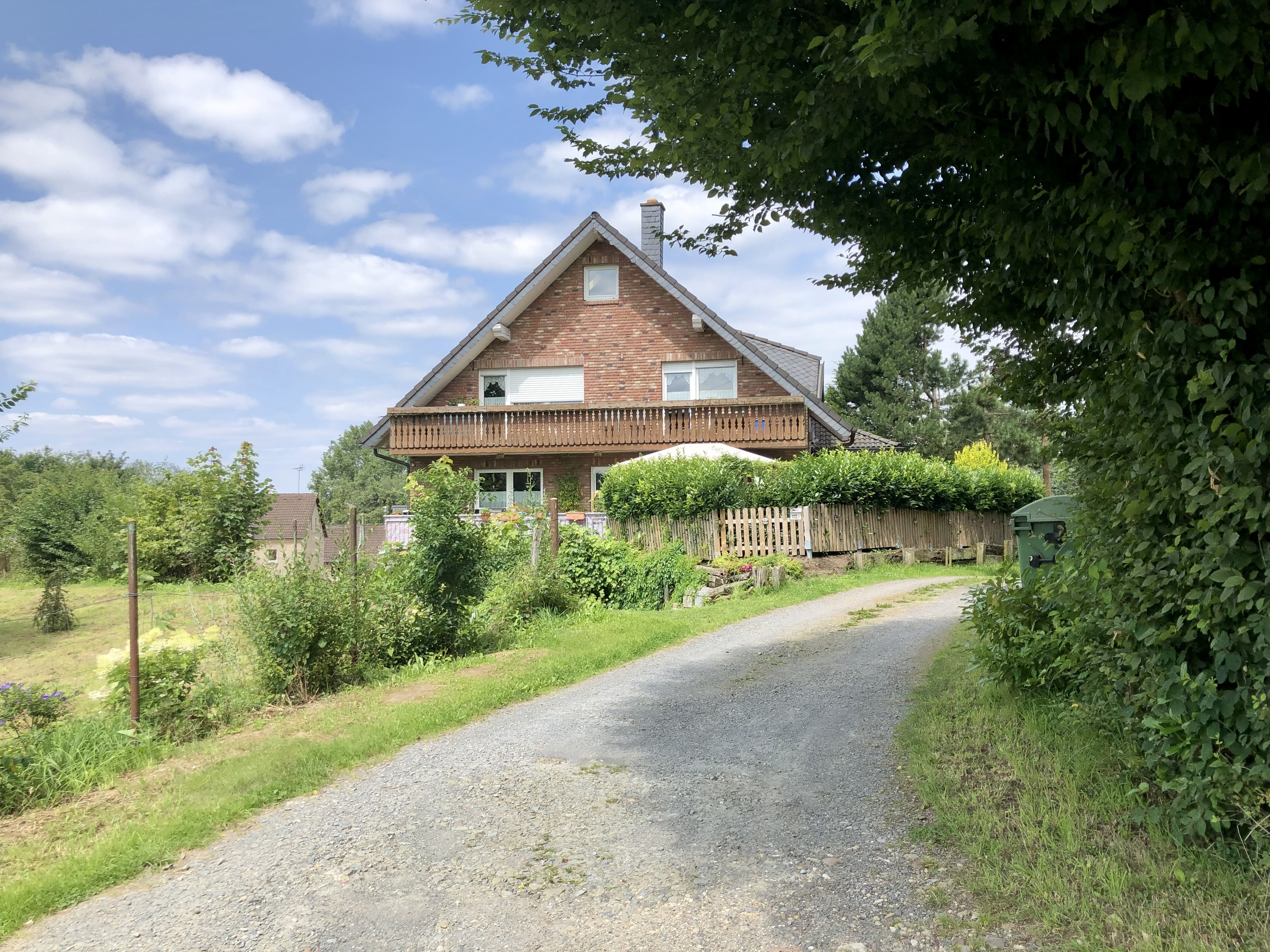
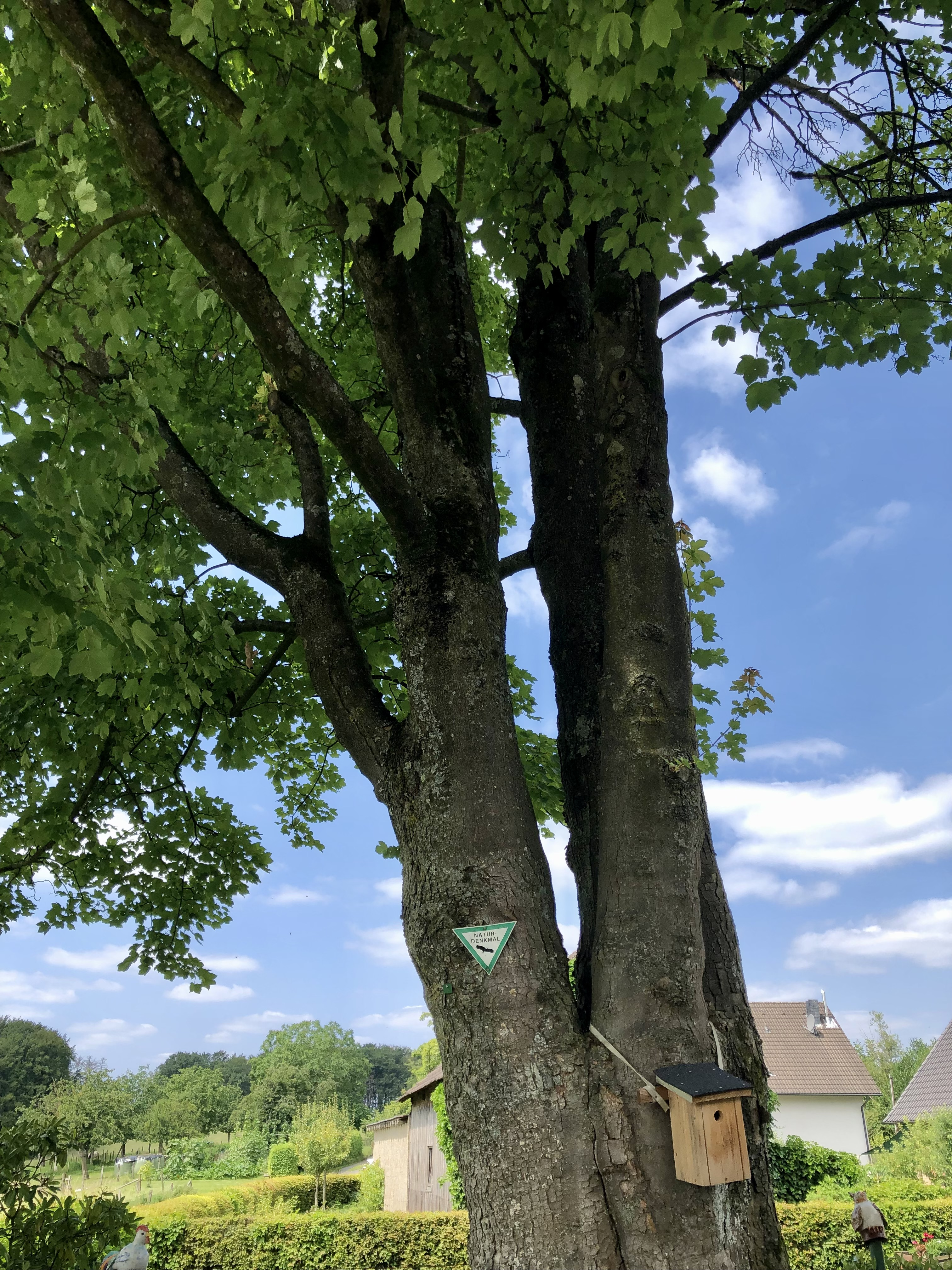
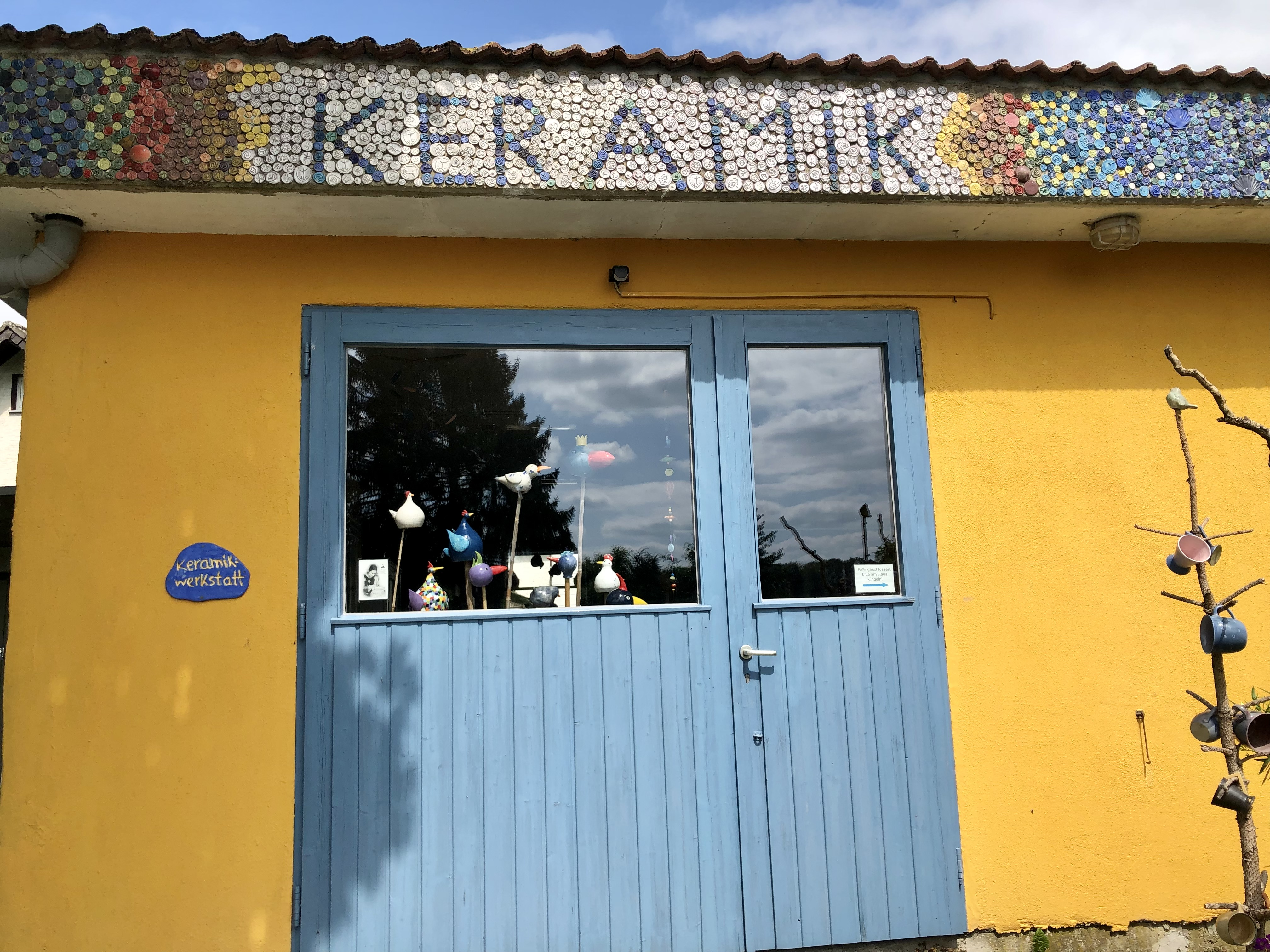
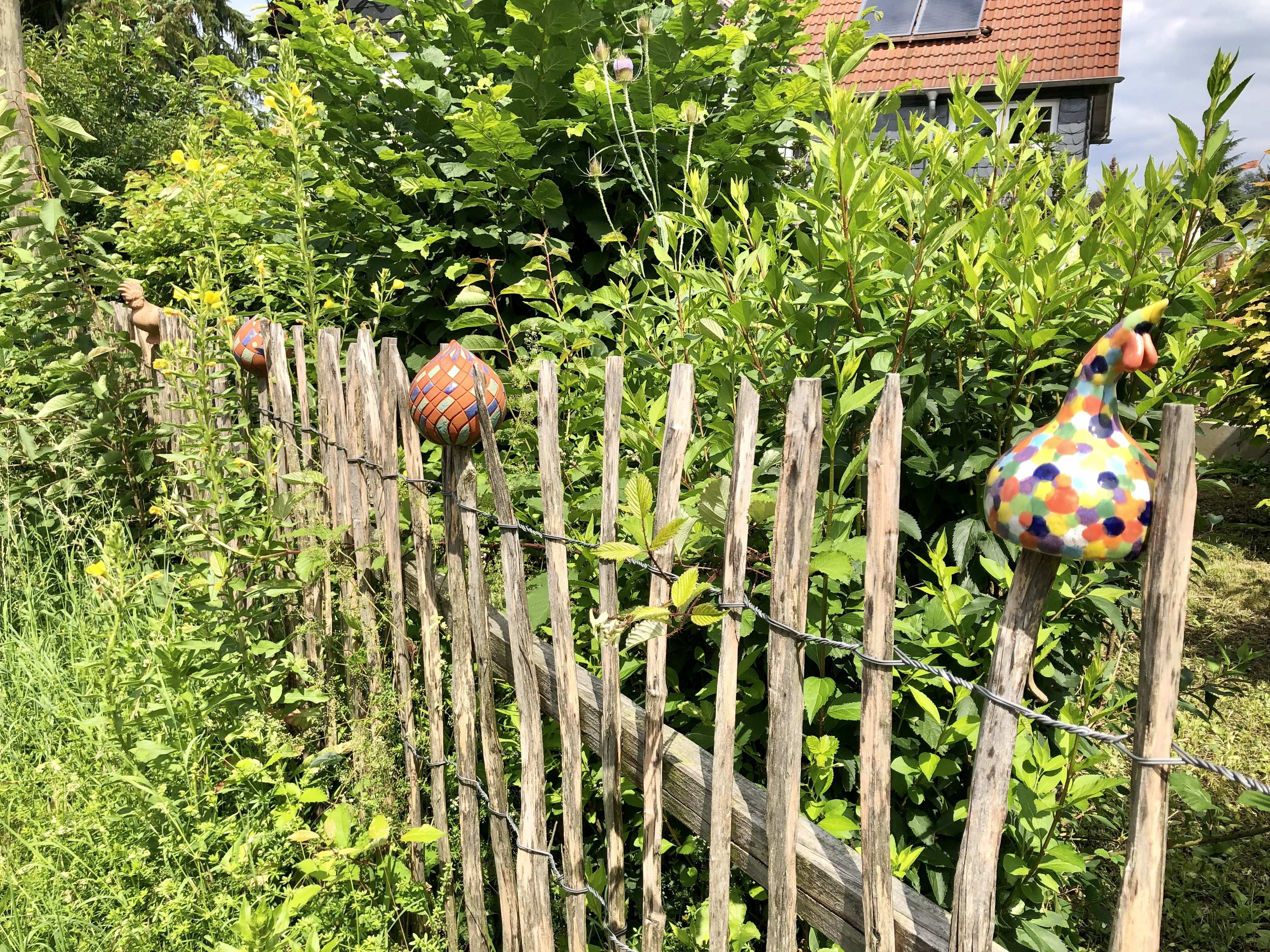
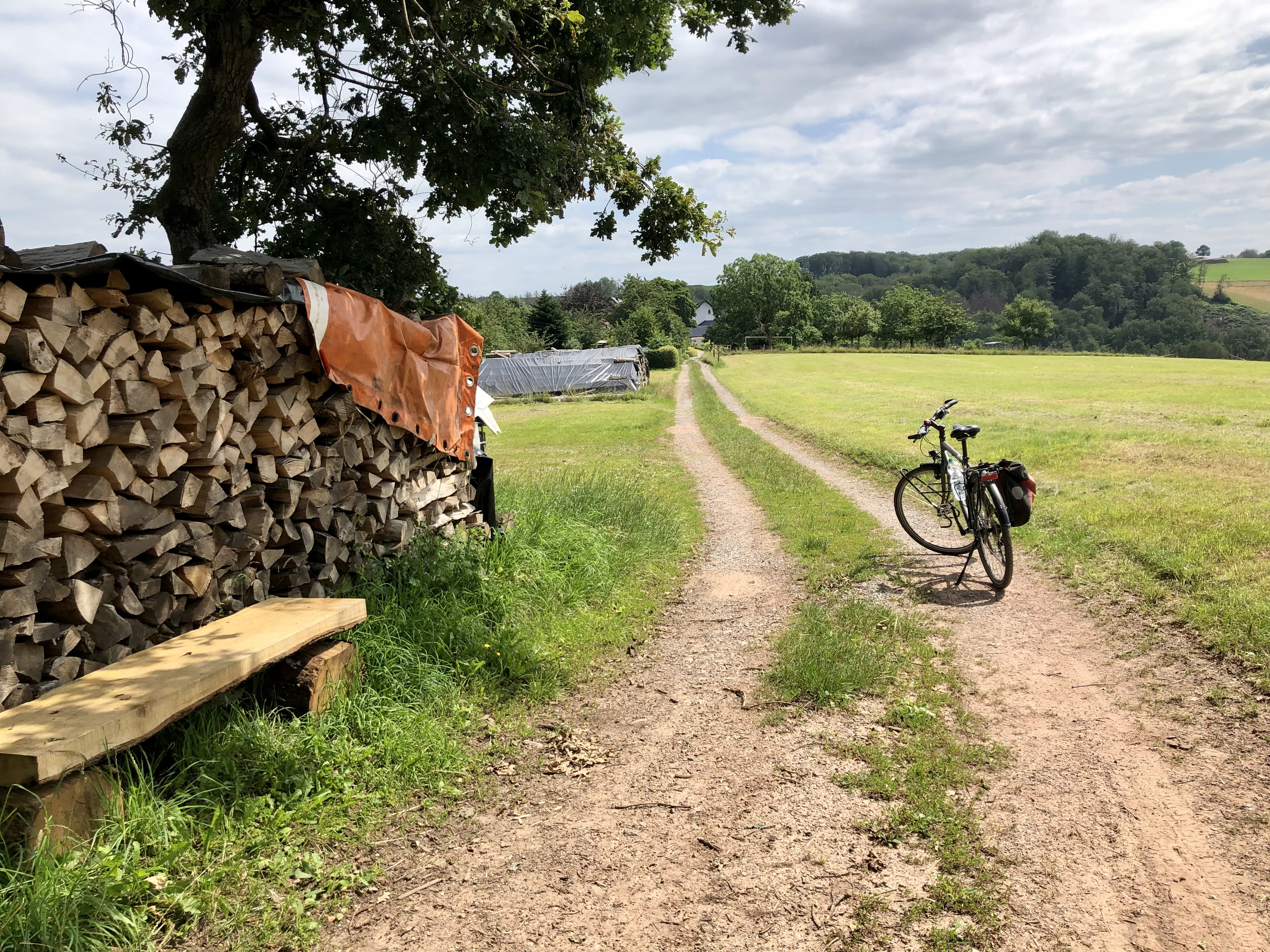